# Battaglia Terme
Battaglia Terme (velenceiül Ła Bataja) település Olaszországban, Veneto régióban, Padova megyében. Lakosainak száma 3766 fő (2023. január 1.). Battaglia Terme Due Carrare, Galzignano Terme, Monselice, Montegrotto Terme és Pernumia községekkel határos.

## Népesség
A település népességének változása:
| Lakosok száma | 3872 | 3838 | 3766 |
|               | 2017 | 2018 | 2023 |